# رریخ ۴۴۲۶
سیارک ۴۴۲۶ (به انگلیسی: 4426 Roerich، نامگذاری:1969TB6) چهار هزار و چهارصد و بیست و ششمین سیارک کشف شده‌است که در ۱۵ اکتبر ۱۹۶۹ کشف شد.
قدر مطلق سیارک برابر ۱۲٫۳۰ است.